# Victoriano Ametller
Victoriano Ametller y Vilademunt (Bañolas, 1818-Alcalá de Henares, 1889) fue un militar y político progresista español. Fue miembro de los grupos políticos progresistas del siglo XIX. En la segunda guerra carlista, Ametller fue el jefe más destacado de las diversas partidas republicanas que lucharon contra los grupúsculos carlistas. Alcanzó el grado de brigadier y fue diputado al Congreso. Fue autor de diversas obras de carácter militar. La Biblioteca Nacional de España data su muerte en 1889. Al parecer habría fallecido el 31 de diciembre de 1889, en Alcalá de Henares. En palabras de Roque F. Yzaguirre:

«[...] allá en sus mocedades, fué muy perseguido por la crudeza de sus denuncias publicadas en periódicos y folletos. Más que por sus ideas políticas, que no rebasaron nunca el marco de la legalidad, fué Ameller preso y encausado muchas veces por su arrojo como escritor, no menos ardiente que el personal como soldado. Y decían sus amigos que perdía con la pluma lo que ganaba con la espada».
Roque F. Yzaguirre sobre Victoriano Ametller.

## Obras
- Los mártires de la libertad española ; Madrid ; 1853
- Juicio crítico de la guerra de África ; Madrid ; 1881
- Ideas sobre la reforma de las fuerzas armadas en España ; Madrid ; 1870
- Un ejército para el rey o un ejército para la patria ; Madrid ; 1887